# Liga dos Campeões da CEV de 2022–23
A Liga dos Campeões da CEV de 2022–23, (em inglês:  2022–23 CEV Champions League), foi a 64.ª edição da principal competição de clubes de voleibol masculino da Europa, organizada pela Confederação Europeia de Voleibol (CEV) iniciada com as qualificatórias, esta realizada no período de 20 de setembro a 27 de outubro de 2022 com 11 equipes participantes e o torneio principal no período de 8 de novembro de 2022 a 20 de maio de 2023 com 20 equipes disputando o título, totalizando 29 clubes participantes, qualificando o time campeão para a edição do Campeonato Mundial de Clubes de 2023.
Pelo terceiro ano consecutivo, a equipe polonesa do ZAKSA Kędzierzyn-Koźle assegurou o título após vencer o compatriota Jastrzębski Węgiel em cinco sets. O central norte-americano David Smith foi eleito o melhor jogador das finais da competição.

## Formato da disputa
As equipes foram distribuídas proporcionalmente em 5 grupos com 4 equipes cada (com três jogos em mando de quadra e três jogos como visitante). Os vencedores de cada grupo avançaram diretamente para as quartas de final. Os segundos colocados e o melhor terceiro colocado disputaram os playoffs adicionais para avançarem para as quartas de final. Os demais terceiros colocados competiram nas quartas de final da Copa CEV de 2022–23.
A classificação foi determinada pelo número de partidas ganhas. Em caso de empate no número de partidas ganhas por duas ou mais equipes, sua classificação foi baseada nos seguintes critérios:
- resultado de pontos (placar de 3–0 ou 3–1 garantiu três pontos para a equipe vencedora e nenhum para a equipe derrotada; já o placar de 3–2 garantiu dois pontos para a equipe vencedora e um para a perdedora);
- quociente de set (o número total de sets ganhos dividido pelo número total de sets perdidos);
- quociente de pontos (o número total de pontos marcados dividido pelo número total de pontos perdidos);
- resultados de confrontos diretos entre as equipes em questão.

A fase dos playoffs reuniu as oito melhores equipes da fase de grupos, sendo as primeiras colocadas de cada grupo e as três melhores segunda colocadas. As equipes disputaram a fase das quartas de final, com jogos de ida e volta, obedecendo os critérios de pontuação (resultado de pontos). No caso de empate, disputaram o golden set.
A fase semifinal reuniu as quatro equipes classificadas com jogos de ida e volta, com golden set. As duas melhores equipes desta fase disputaram a final, sendo disputada em jogo único.

## Equipes participantes
Um total de 20 equipes participaram no torneio principal, com 18 clubes oriundos das vagas diretas destinada aos melhores ranqueados conforme ranking das Copas Europeias, as 2 equipes restantes foram oriundas da fase qualificatória. As seguintes equipes foram qualificadas para a disputa do torneio principal da Liga dos Campeões da CEV de 2022–23.
| Ranking | País      | Número de equipes | Número de equipes | Número de equipes | Equipes qualificadas       |
| Ranking | País      | Vagas             | Qual.             | Total             | Equipes qualificadas       |
| ------- | --------- | ----------------- | ----------------- | ----------------- | -------------------------- |
| 1       | Itália    | 3                 | –                 | 3                 | Cucine Lube Civitanova     |
| 1       | Itália    | 3                 | –                 | 3                 | Sir Safety Susa Perugia    |
| 1       | Itália    | 3                 | –                 | 3                 | Itas Trentino              |
| 3       | Polónia   | 3                 | –                 | 3                 | Jastrzębski Węgiel         |
| 3       | Polónia   | 3                 | –                 | 3                 | ZAKSA Kędzierzyn-Koźle     |
| 3       | Polónia   | 3                 | –                 | 3                 | Aluron CMC Warta Zawiercie |
| 4       | Alemanha  | 3                 | –                 | 3                 | Berlin Recycling Volleys   |
| 4       | Alemanha  | 3                 | –                 | 3                 | VfB Friedrichshafen        |
| 4       | Alemanha  | 3                 | –                 | 3                 | SWD Powervolleys Düren     |
| 5       | Bélgica   | 2                 | –                 | 2                 | Knack Roeselare            |
| 5       | Bélgica   | 2                 | –                 | 2                 | Decospan VT Menen          |
| 6       | Turquia   | 2                 | –                 | 2                 | Ziraat Bankası Ankara      |
| 6       | Turquia   | 2                 | –                 | 2                 | Halkbank Ankara            |
| 7       | França    | 2                 | –                 | 2                 | Montpellier HSC            |
| 7       | França    | 2                 | –                 | 2                 | Tours Volley-Ball          |
| 8       | Eslovênia | 1                 | –                 | 1                 | ACH Volley Ljubljana       |
| 9       | Chéquia   | 1                 | –                 | 1                 | VK ČEZ Karlovarsko         |
| 10      | Sérvia    | 1                 | –                 | 1                 | Vojvodina NS Seme Novi Sad |
| 13      | Portugal  | –                 | 1                 | 1                 | SL Benfica                 |
| 16      | Bulgária  | –                 | 1                 | 1                 | Hebar Pazardzhik           |

## Grupos
O sorteio dos grupos foi realizado em 16 de setembro de 2022, na cidade de Bruxelas, na Bélgica.
| Grupo A                    | Grupo B                    | Grupo C                | Grupo D                | Grupo E                 |
| -------------------------- | -------------------------- | ---------------------- | ---------------------- | ----------------------- |
| Jastrzębski Węgiel         | Berlin Recycling Volleys   | Cucine Lube Civitanova | ZAKSA Kędzierzyn-Koźle | Sir Safety Susa Perugia |
| VfB Friedrichshafen        | Aluron CMC Warta Zawiercie | Knack Roeselare        | Itas Trentino          | SWD Powervolleys Düren  |
| Montpellier HSC            | Halkbank Ankara            | Tours Volley-Ball      | Decospan VT Menen      | Ziraat Bankası Ankara   |
| Vojvodina NS Seme Novi Sad | Hebar Pazardzhik           | SL Benfica             | VK ČEZ Karlovarsko     | ACH Volley Ljubljana    |

## Fase de grupos
|  | Classificado para as quartas de final   |
|  | Classificado para os playoffs           |
|  | Classificado para a Copa CEV de 2022–23 |

- Todas as partidas em horário local.

### Grupo A
|     |                            |     | Jogos | Jogos | Jogos | Resultados | Resultados | Resultados | Resultados | Resultados | Resultados | Sets | Sets | Sets  | Pontos | Pontos | Pontos |
| Pos | Equipe                     | Pts | T     | V     | D     | 3–0        | 3–1        | 3–2        | 2–3        | 1–3        | 0–3        | V    | P    | R     | V      | P      | R      |
| --- | -------------------------- | --- | ----- | ----- | ----- | ---------- | ---------- | ---------- | ---------- | ---------- | ---------- | ---- | ---- | ----- | ------ | ------ | ------ |
| 1   | Jastrzębski Węgiel         | 18  | 6     | 6     | 0     | 4          | 2          | 0          | 0          | 0          | 0          | 18   | 2    | 9,000 | 505    | 433    | 1.166  |
| 2   | VfB Friedrichshafen        | 10  | 6     | 4     | 2     | 1          | 1          | 2          | 0          | 1          | 1          | 13   | 11   | 1.182 | 552    | 533    | 1.036  |
| 3   | Montpellier HSC            | 5   | 6     | 1     | 5     | 1          | 0          | 0          | 2          | 2          | 1          | 9    | 15   | 0.600 | 541    | 548    | 0.987  |
| 4   | Vojvodina NS Seme Novi Sad | 3   | 6     | 1     | 5     | 0          | 1          | 0          | 0          | 1          | 4          | 4    | 16   | 0.250 | 404    | 488    | 0.828  |

| Data   | Hora  |                            | Placar |                            | Set 1 | Set 2 | Set 3 | Set 4 | Set 5 | Total   | Relatório |
| ------ | ----- | -------------------------- | ------ | -------------------------- | ----- | ----- | ----- | ----- | ----- | ------- | --------- |
| 8 nov  | 18:00 | Jastrzębski Węgiel         | 3–0    | Vojvodina NS Seme Novi Sad | 25–23 | 25–19 | 25–20 |       |       | 75–62   | Relatório |
| 10 nov | 20:00 | VfB Friedrichshafen        | 3–2    | Montpellier HSC            | 20–25 | 20–25 | 25–22 | 25–23 | 15–11 | 105–106 | Relatório |
| 16 nov | 18:00 | Montpellier HSC            | 1–3    | Jastrzębski Węgiel         | 25–23 | 19–25 | 23–25 | 20–25 |       | 87–98   | Relatório |
| 16 nov | 20:00 | Vojvodina NS Seme Novi Sad | 0–3    | VfB Friedrichshafen        | 20–25 | 17–25 | 17–25 |       |       | 54–75   | Relatório |
| 29 nov | 18:00 | VfB Friedrichshafen        | 1–3    | Jastrzębski Węgiel         | 25–18 | 31–33 | 14–25 | 22–25 |       | 92–101  | Relatório |
| 30 nov | 18:00 | Vojvodina NS Seme Novi Sad | 3–1    | Montpellier HSC            | 19–25 | 30–28 | 25–17 | 25–23 |       | 99–93   | Relatório |
| 13 dez | 18:00 | Jastrzębski Węgiel         | 3–0    | Montpellier HSC            | 25–23 | 27–25 | 25–20 |       |       | 77–68   | Relatório |
| 13 dez | 20:00 | VfB Friedrichshafen        | 3–1    | Vojvodina NS Seme Novi Sad | 20–25 | 25–17 | 25–16 | 25–23 |       | 95–81   | Relatório |
| 10 jan | 19:00 | Montpellier HSC            | 2–3    | VfB Friedrichshafen        | 26–28 | 25–22 | 23–25 | 25–23 | 13–15 | 112–113 | Relatório |
| 11 jan | 18:00 | Vojvodina NS Seme Novi Sad | 0–3    | Jastrzębski Węgiel         | 22–25 | 16–25 | 14–25 |       |       | 52–75   | Relatório |
| 25 jan | 18:00 | Jastrzębski Węgiel         | 3–0    | VfB Friedrichshafen        | 25–22 | 26–24 | 28–26 |       |       | 79–72   | Relatório |
| 25 jan | 19:00 | Montpellier HSC            | 3–0    | Vojvodina NS Seme Novi Sad | 25–19 | 25–21 | 25–16 |       |       | 75–56   | Relatório |

### Grupo B
|     |                            |     | Jogos | Jogos | Jogos | Resultados | Resultados | Resultados | Resultados | Resultados | Resultados | Sets | Sets | Sets  | Pontos | Pontos | Pontos |
| Pos | Equipe                     | Pts | T     | V     | D     | 3–0        | 3–1        | 3–2        | 2–3        | 1–3        | 0–3        | V    | P    | R     | V      | P      | R      |
| --- | -------------------------- | --- | ----- | ----- | ----- | ---------- | ---------- | ---------- | ---------- | ---------- | ---------- | ---- | ---- | ----- | ------ | ------ | ------ |
| 1   | Halkbank Ankara            | 13  | 6     | 5     | 1     | 2          | 1          | 2          | 0          | 1          | 0          | 16   | 8    | 2,000 | 563    | 533    | 1.056  |
| 2   | Berlin Recycling Volleys   | 11  | 6     | 4     | 2     | 2          | 1          | 1          | 0          | 1          | 1          | 13   | 9    | 1.444 | 524    | 499    | 1.050  |
| 3   | Aluron CMC Warta Zawiercie | 10  | 6     | 3     | 3     | 1          | 2          | 0          | 1          | 1          | 1          | 12   | 11   | 1.091 | 543    | 521    | 1.042  |
| 4   | Hebar Pazardzhik           | 2   | 6     | 0     | 6     | 0          | 0          | 0          | 2          | 1          | 3          | 5    | 18   | 0.278 | 470    | 547    | 0.859  |

| Data   | Hora  |                            | Placar |                            | Set 1 | Set 2 | Set 3 | Set 4 | Set 5 | Total   | Relatório |
| ------ | ----- | -------------------------- | ------ | -------------------------- | ----- | ----- | ----- | ----- | ----- | ------- | --------- |
| 8 nov  | 19:30 | Berlin Recycling Volleys   | 3–2    | Hebar Pazardzhik           | 23–25 | 23–25 | 25–17 | 28–26 | 15–12 | 114–105 | Relatório |
| 10 nov | 18:00 | Aluron CMC Warta Zawiercie | 3–1    | Halkbank Ankara            | 23–25 | 26–24 | 25–21 | 25–15 |       | 99–85   | Relatório |
| 16 nov | 17:30 | Halkbank Ankara            | 3–1    | Berlin Recycling Volleys   | 25–21 | 25–19 | 22–25 | 25–23 |       | 97–88   | Relatório |
| 16 nov | 19:00 | Hebar Pazardzhik           | 1–3    | Aluron CMC Warta Zawiercie | 22–25 | 25–21 | 18–25 | 26–28 |       | 91–99   | Relatório |
| 30 nov | 18:00 | Aluron CMC Warta Zawiercie | 1–3    | Berlin Recycling Volleys   | 21–25 | 25–20 | 27–29 | 25–27 |       | 98–101  | Relatório |
| 30 nov | 19:00 | Hebar Pazardzhik           | 2–3    | Halkbank Ankara            | 19–25 | 20–25 | 25–19 | 25–22 | 7–15  | 96–106  | Relatório |
| 13 dez | 19:30 | Berlin Recycling Volleys   | 0–3    | Halkbank Ankara            | 16–25 | 33–35 | 22–25 |       |       | 71–85   | Relatório |
| 14 dez | 18:00 | Aluron CMC Warta Zawiercie | 3–0    | Hebar Pazardzhik           | 26–24 | 25–15 | 25–17 |       |       | 76–56   | Relatório |
| 11 jan | 20:30 | Halkbank Ankara            | 3–2    | Aluron CMC Warta Zawiercie | 21–25 | 25–23 | 23–25 | 25–23 | 19–17 | 113–113 | Relatório |
| 12 jan | 19:00 | Hebar Pazardzhik           | 0–3    | Berlin Recycling Volleys   | 20–25 | 16–25 | 20–25 |       |       | 56–75   | Relatório |
| 25 jan | 17:30 | Halkbank Ankara            | 3–0    | Hebar Pazardzhik           | 25–22 | 27–25 | 25–19 |       |       | 77–66   | Relatório |
| 25 jan | 19:30 | Berlin Recycling Volleys   | 3–0    | Aluron CMC Warta Zawiercie | 25–22 | 25–17 | 25–19 |       |       | 75–58   | Relatório |

### Grupo C
|     |                        |     | Jogos | Jogos | Jogos | Resultados | Resultados | Resultados | Resultados | Resultados | Resultados | Sets | Sets | Sets  | Pontos | Pontos | Pontos |
| Pos | Equipe                 | Pts | T     | V     | D     | 3–0        | 3–1        | 3–2        | 2–3        | 1–3        | 0–3        | V    | P    | R     | V      | P      | R      |
| --- | ---------------------- | --- | ----- | ----- | ----- | ---------- | ---------- | ---------- | ---------- | ---------- | ---------- | ---- | ---- | ----- | ------ | ------ | ------ |
| 1   | Cucine Lube Civitanova | 16  | 6     | 6     | 0     | 2          | 2          | 2          | 0          | 0          | 0          | 18   | 6    | 3,000 | 454    | 386    | 1.176  |
| 2   | Tours Volley-Ball      | 10  | 6     | 3     | 3     | 2          | 1          | 0          | 1          | 1          | 1          | 12   | 10   | 1.200 | 458    | 448    | 1.022  |
| 3   | Knack Roeselare        | 8   | 6     | 3     | 3     | 1          | 0          | 2          | 1          | 1          | 1          | 12   | 13   | 0.923 | 422    | 439    | 0.961  |
| 4   | SL Benfica             | 2   | 6     | 0     | 6     | 0          | 0          | 0          | 2          | 1          | 3          | 5    | 18   | 0.278 | 412    | 473    | 0.871  |

| Data   | Hora  |                        | Placar |                        | Set 1 | Set 2 | Set 3 | Set 4 | Set 5 | Total   | Relatório |
| ------ | ----- | ---------------------- | ------ | ---------------------- | ----- | ----- | ----- | ----- | ----- | ------- | --------- |
| 9 nov  | 19:00 | Cucine Lube Civitanova | 3–2    | SL Benfica             | 23–25 | 21–25 | 25–19 | 25–22 | 15–13 | 109–104 | Relatório |
| 10 nov | 20:30 | Knack Roeselare        | 0–3    | Tours Volley-Ball      | 22–25 | 19–25 | 20–25 |       |       | 61–75   | Relatório |
| 16 nov | 18:15 | SL Benfica             | 2–3    | Knack Roeselare        | 25–23 | 24–26 | 23–25 | 25–22 | 9–15  | 106–111 | Relatório |
| 16 nov | 20:00 | Tours Volley-Ball      | 1–3    | Cucine Lube Civitanova | 25–20 | 20–25 | 22–25 | 13–25 |       | 80–95   | Relatório |
| 29 nov | 20:00 | SL Benfica             | 1–3    | Tours Volley-Ball      | 30–28 | 21–25 | 19–25 | 21–25 |       | 91–103  | Relatório |
| 30 nov | 20:30 | Knack Roeselare        | 1–3    | Cucine Lube Civitanova | 19–25 | 25–21 | 23–25 | 27–29 |       | 94–100  | Relatório |
| 13 dez | 20:30 | Knack Roeselare        | 3–0    | SL Benfica             | 25–18 | 25–22 | 25–16 |       |       | 75–56   | Relatório |
| 14 dez | 19:00 | Cucine Lube Civitanova | 3–0    | Tours Volley-Ball      | 25–23 | 25–13 | 25–17 |       |       | 75–53   | Relatório |
| 10 jan | 20:00 | SL Benfica             | 0–3    | Cucine Lube Civitanova | 18–25 | 19–25 | 18–25 |       |       | 55–75   | Relatório |
| 11 jan | 20:00 | Tours Volley-Ball      | 2–3    | Knack Roeselare        | 23–25 | 26–24 | 23–25 | 30–28 | 9–15  | 111–117 | Relatório |
| 25 jan | 20:00 | Cucine Lube Civitanova | 3–2    | Knack Roeselare        | 25–23 | 26–28 | 23–25 | 25–17 | 15–9  | 114–102 | Relatório |
| 25 jan | 20:00 | Tours Volley-Ball      | 3–0    | SL Benfica             | 27–25 | 25–10 | 25–18 |       |       | 77–53   | Relatório |

### Grupo D
|     |                        |     | Jogos | Jogos | Jogos | Resultados | Resultados | Resultados | Resultados | Resultados | Resultados | Sets | Sets | Sets  | Pontos | Pontos | Pontos |
| Pos | Equipe                 | Pts | T     | V     | D     | 3–0        | 3–1        | 3–2        | 2–3        | 1–3        | 0–3        | V    | P    | R     | V      | P      | R      |
| --- | ---------------------- | --- | ----- | ----- | ----- | ---------- | ---------- | ---------- | ---------- | ---------- | ---------- | ---- | ---- | ----- | ------ | ------ | ------ |
| 1   | Itas Trentino          | 17  | 6     | 6     | 0     | 3          | 2          | 1          | 0          | 0          | 0          | 18   | 4    | 4.500 | 511    | 416    | 1.228  |
| 2   | ZAKSA Kędzierzyn-Koźle | 12  | 6     | 4     | 2     | 2          | 1          | 1          | 1          | 1          | 0          | 15   | 9    | 1.667 | 556    | 499    | 1.114  |
| 3   | VK ČEZ Karlovarsko     | 7   | 6     | 2     | 4     | 2          | 0          | 0          | 1          | 2          | 1          | 10   | 12   | 0.833 | 476    | 510    | 0.933  |
| 4   | Decospan VT Menen      | 0   | 6     | 0     | 6     | 0          | 0          | 0          | 0          | 0          | 6          | 0    | 18   | 0,000 | 276    | 379    | 0.728  |

| Data   | Hora  |                        | Placar |                        | Set 1 | Set 2 | Set 3 | Set 4 | Set 5 | Total   | Relatório |
| ------ | ----- | ---------------------- | ------ | ---------------------- | ----- | ----- | ----- | ----- | ----- | ------- | --------- |
| 9 nov  | 20:30 | ZAKSA Kędzierzyn-Koźle | 3–1    | VK ČEZ Karlovarsko     | 25–22 | 25–21 | 24–26 | 26–24 |       | 100–93  | Relatório |
| 10 nov | 20:30 | Itas Trentino          | 3–0    | Decospan VT Menen      | 25–16 | 25–17 | 25–12 |       |       | 75–45   | Relatório |
| 16 nov | 18:00 | VK ČEZ Karlovarsko     | 1–3    | Itas Trentino          | 19–25 | 20–25 | 25–21 | 13–25 |       | 77–96   | Relatório |
| 16 nov | 20:30 | Decospan VT Menen      | 0–3    | ZAKSA Kędzierzyn-Koźle | 17–25 | 22–25 | 21–25 |       |       | 60–75   | Relatório |
| 29 nov | 20:30 | Itas Trentino          | 3–1    | ZAKSA Kędzierzyn-Koźle | 25–20 | 17–25 | 26–24 | 25–23 |       | 93–92   | Relatório |
| 30 nov | 18:00 | VK ČEZ Karlovarsko     | 3–0    | Decospan VT Menen      | 28–26 | 26–24 | 25–17 |       |       | 79–67   | Relatório |
| 14 dez | 20:30 | ZAKSA Kędzierzyn-Koźle | 3–0    | Decospan VT Menen      | 25–16 | 25–17 | 25–21 |       |       | 75–54   | Relatório |
| 15 dez | 20:30 | Itas Trentino          | 3–0    | VK ČEZ Karlovarsko     | 25–17 | 25–15 | 25–17 |       |       | 75–49   | Relatório |
| 11 jan | 17:00 | VK ČEZ Karlovarsko     | 2–3    | ZAKSA Kędzierzyn-Koźle | 25–23 | 21–25 | 18–25 | 25–23 | 13–15 | 102–111 | Relatório |
| 11 jan | 20:00 | Decospan VT Menen      | 0–3    | Itas Trentino          | 15–25 | 19–25 | 16–25 |       |       | 50–75   | Relatório |
| 25 jan | 20:30 | ZAKSA Kędzierzyn-Koźle | 2–3    | Itas Trentino          | 25–17 | 25–15 | 18–25 | 23–25 | 12–15 | 103–97  | Relatório |
| 25 jan | 20:30 | Decospan VT Menen      | 0–3    | VK ČEZ Karlovarsko     | 24–26 | 20–25 | 17–25 |       |       | 61–76   | Relatório |

### Grupo E
|     |                         |     | Jogos | Jogos | Jogos | Resultados | Resultados | Resultados | Resultados | Resultados | Resultados | Sets | Sets | Sets  | Pontos | Pontos | Pontos |
| Pos | Equipe                  | Pts | T     | V     | D     | 3–0        | 3–1        | 3–2        | 2–3        | 1–3        | 0–3        | V    | P    | R     | V      | P      | R      |
| --- | ----------------------- | --- | ----- | ----- | ----- | ---------- | ---------- | ---------- | ---------- | ---------- | ---------- | ---- | ---- | ----- | ------ | ------ | ------ |
| 1   | Sir Safety Susa Perugia | 18  | 6     | 6     | 0     | 2          | 4          | 0          | 0          | 0          | 0          | 18   | 4    | 4.500 | 545    | 451    | 1.208  |
| 2   | Ziraat Bankası Ankara   | 7   | 6     | 3     | 3     | 1          | 0          | 2          | 0          | 3          | 0          | 12   | 13   | 0.923 | 544    | 552    | 0.986  |
| 3   | ACH Volley Ljubljana    | 8   | 6     | 2     | 4     | 0          | 2          | 0          | 2          | 1          | 1          | 11   | 14   | 0.786 | 524    | 553    | 0.948  |
| 4   | SWD Powervolleys Düren  | 3   | 6     | 1     | 5     | 0          | 1          | 0          | 0          | 3          | 2          | 6    | 16   | 0.375 | 471    | 528    | 0.892  |

| Data   | Hora  |                         | Placar |                         | Set 1 | Set 2 | Set 3 | Set 4 | Set 5 | Total   | Relatório |
| ------ | ----- | ----------------------- | ------ | ----------------------- | ----- | ----- | ----- | ----- | ----- | ------- | --------- |
| 9 nov  | 20:00 | Sir Safety Susa Perugia | 3–0    | ACH Volley Ljubljana    | 25–19 | 25–16 | 25–19 |       |       | 75–54   | Relatório |
| 9 nov  | 20:00 | SWD Powervolleys Düren  | 3–1    | Ziraat Bankası Ankara   | 25–23 | 25–18 | 21–25 | 25–16 |       | 96–82   | Relatório |
| 16 nov | 18:00 | ACH Volley Ljubljana    | 3–1    | SWD Powervolleys Düren  | 25–20 | 25–22 | 21–25 | 25–13 |       | 96–80   | Relatório |
| 16 nov | 20:00 | Ziraat Bankası Ankara   | 1–3    | Sir Safety Susa Perugia | 26–24 | 22–25 | 20–25 | 23–25 |       | 91–99   | Relatório |
| 29 nov | 19:00 | SWD Powervolleys Düren  | 0–3    | Sir Safety Susa Perugia | 17–25 | 23–25 | 21–25 |       |       | 61–75   | Relatório |
| 30 nov | 18:00 | ACH Volley Ljubljana    | 2–3    | Ziraat Bankası Ankara   | 17–25 | 25–20 | 25–23 | 23–25 | 12–15 | 102–108 | Relatório |
| 14 dez | 20:00 | SWD Powervolleys Düren  | 1–3    | ACH Volley Ljubljana    | 21–25 | 20–25 | 25–19 | 16–25 |       | 82–94   | Relatório |
| 15 dez | 20:00 | Sir Safety Susa Perugia | 3–1    | Ziraat Bankası Ankara   | 25–17 | 19–25 | 25–17 | 25–17 |       | 94–76   | Relatório |
| 11 jan | 17:30 | Ziraat Bankası Ankara   | 3–0    | SWD Powervolleys Düren  | 27–25 | 25–21 | 25–13 |       |       | 77–59   | Relatório |
| 11 jan | 18:00 | ACH Volley Ljubljana    | 1–3    | Sir Safety Susa Perugia | 21–25 | 15–25 | 25–23 | 15–25 |       | 76–98   | Relatório |
| 25 jan | 19:00 | Ziraat Bankası Ankara   | 3–2    | ACH Volley Ljubljana    | 23–25 | 25–23 | 22–25 | 25–21 | 15–8  | 110–102 | Relatório |
| 25 jan | 20:30 | Sir Safety Susa Perugia | 3–1    | SWD Powervolleys Düren  | 28–30 | 26–24 | 25–20 | 25–19 |       | 104–93  | Relatório |

## Playoffs
| Equipe 1                   | Total | Equipe 2                 | 1.º jogo  | 2.º jogo |
| -------------------------- | ----- | ------------------------ | --------- | -------- |
| Aluron CMC Warta Zawiercie | 2–4   | ZAKSA Kędzierzyn-Koźle   | 0–3       | 3–2      |
| Ziraat Bankası Ankara      | 2–3   | Berlin Recycling Volleys | Cancelado | 2–3      |
| Tours Volley-Ball          | 1–5   | VfB Friedrichshafen      | 0–3       | 2–3      |

### Primeira rodada
| Data  | Hora  |                            | Placar |                          | Set 1 | Set 2 | Set 3 | Set 4 | Set 5 | Total | Relatório |
| ----- | ----- | -------------------------- | ------ | ------------------------ | ----- | ----- | ----- | ----- | ----- | ----- | --------- |
| 7 fev | 18:00 | Aluron CMC Warta Zawiercie | 0–3    | ZAKSA Kędzierzyn-Koźle   | 23–25 | 19–25 | 23–25 |       |       | 65–75 | Relatório |
| 8 fev | 19:00 | Ziraat Bankası Ankara      | 0–0    | Berlin Recycling Volleys | 0–0   | 0–0   | 0–0   |       |       | 0–0   | Relatório |
| 8 fev | 20:00 | Tours Volley-Ball          | 0–3    | VfB Friedrichshafen      | 23–25 | 21–25 | 21–25 |       |       | 65–75 | Relatório |

### Segunda rodada
| Data   | Hora  |                          | Placar |                            | Set 1 | Set 2 | Set 3 | Set 4 | Set 5 | Total   | Relatório |
| ------ | ----- | ------------------------ | ------ | -------------------------- | ----- | ----- | ----- | ----- | ----- | ------- | --------- |
| 15 fev | 18:00 | ZAKSA Kędzierzyn-Koźle   | 2–3    | Aluron CMC Warta Zawiercie | 28–26 | 21–25 | 25–23 | 19–25 | 11–15 | 104–114 | Relatório |
| 15 fev | 19:30 | Berlin Recycling Volleys | 3–2    | Ziraat Bankası Ankara      | 24–26 | 25–21 | 25–20 | 18–25 | 15–9  | 107–101 | Relatório |
| 15 fev | 20:00 | VfB Friedrichshafen      | 3–2    | Tours Volley-Ball          | 21–25 | 15–25 | 25–18 | 25–21 | 15–11 | 101–100 | Relatório |

## Quartas de final
| Equipe 1                 | Total          | Equipe 2                | 1.º jogo | 2.º jogo |
| ------------------------ | -------------- | ----------------------- | -------- | -------- |
| ZAKSA Kędzierzyn-Koźle   | 3–3 (15–9 gs)  | Itas Trentino           | 3–2      | 2–3      |
| Berlin Recycling Volleys | 1–5            | Sir Safety Susa Perugia | 1–3      | 2–3      |
| Halkbank Spor Kulübü     | 3–3 (15–12 gs) | Cucine Lube Civitanova  | 3–1      | 1–3      |
| VfB Friedrichshafen      | 0–6            | Jastrzębski Węgiel      | 0–3      | 0–3      |

### Primeira rodada
| Data  | Hora  |                          | Placar |                         | Set 1 | Set 2 | Set 3 | Set 4 | Set 5 | Total   | Relatório |
| ----- | ----- | ------------------------ | ------ | ----------------------- | ----- | ----- | ----- | ----- | ----- | ------- | --------- |
| 7 mar | 19:00 | Halkbank Spor Kulübü     | 3–1    | Cucine Lube Civitanova  | 21–25 | 25–20 | 25–23 | 25–21 |       | 96–89   | Relatório |
| 7 mar | 20:30 | ZAKSA Kędzierzyn-Koźle   | 3–2    | Itas Trentino           | 25–22 | 22–25 | 22–25 | 25–21 | 15–10 | 109–103 | Relatório |
| 8 mar | 19:30 | Berlin Recycling Volleys | 1–3    | Sir Safety Susa Perugia | 18–25 | 15–25 | 25–23 | 17–25 |       | 75–98   | Relatório |
| 9 mar | 19:00 | VfB Friedrichshafen      | 0–3    | Jastrzębski Węgiel      | 17–25 | 16–25 | 13–25 |       |       | 46–75   | Relatório |

### Segunda rodada
| Data       | Hora       |                         | Placar |                          | Set 1 | Set 2 | Set 3 | Set 4 | Set 5 | Total   | Relatório |
| ---------- | ---------- | ----------------------- | ------ | ------------------------ | ----- | ----- | ----- | ----- | ----- | ------- | --------- |
| 15 mar     | 18:00      | Jastrzębski Węgiel      | 3–0    | VfB Friedrichshafen      | 25–14 | 25–20 | 25–16 |       |       | 75–50   | Relatório |
| 15 mar     | 20:00      | Sir Safety Susa Perugia | 3–2    | Berlin Recycling Volleys | 24–26 | 25–21 | 22–25 | 25–17 | 15–13 | 111–102 | Relatório |
| 15 mar     | 20:30      | Cucine Lube Civitanova  | 3–1    | Halkbank Spor Kulübü     | 31–29 | 25–20 | 23–25 | 25–20 |       | 104–94  | Relatório |
| Golden set | Golden set | Cucine Lube Civitanova  | 12–15  | Halkbank Spor Kulübü     |       |       |       |       |       |         |           |
| 16 mar     | 20:30      | Itas Trentino           | 3–2    | ZAKSA Kędzierzyn-Koźle   | 25–19 | 23–25 | 27–29 | 25–21 | 15–12 | 115–106 | Relatório |
| Golden set | Golden set | Itas Trentino           | 9–15   | ZAKSA Kędzierzyn-Koźle   |       |       |       |       |       |         |           |

## Semifinais
| Equipe 1               | Total | Equipe 2                | 1.º jogo | 2.º jogo |
| ---------------------- | ----- | ----------------------- | -------- | -------- |
| ZAKSA Kędzierzyn-Koźle | 6–0   | Sir Safety Susa Perugia | 3–1      | 3–1      |
| Halkbank Spor Kulübü   | 2–4   | Jastrzębski Węgiel      | 1–3      | 3–2      |

### Primeira rodada
| Data   | Hora  |                        | Placar |                         | Set 1 | Set 2 | Set 3 | Set 4 | Set 5 | Total | Relatório |
| ------ | ----- | ---------------------- | ------ | ----------------------- | ----- | ----- | ----- | ----- | ----- | ----- | --------- |
| 29 mar | 19:00 | Halkbank Spor Kulübü   | 1–3    | Jastrzębski Węgiel      | 22–25 | 23–25 | 25–16 | 22–25 |       | 92–91 | Relatório |
| 29 mar | 20:30 | ZAKSA Kędzierzyn-Koźle | 3–1    | Sir Safety Susa Perugia | 25–18 | 24–26 | 25–19 | 25–22 |       | 99–85 | Relatório |

### Segunda rodada
| Data  | Hora  |                         | Placar |                        | Set 1 | Set 2 | Set 3 | Set 4 | Set 5 | Total  | Relatório |
| ----- | ----- | ----------------------- | ------ | ---------------------- | ----- | ----- | ----- | ----- | ----- | ------ | --------- |
| 5 abr | 20:30 | Jastrzębski Węgiel      | 2–3    | Halkbank Spor Kulübü   | 25–17 | 18–25 | 22–25 | 25–16 | 12–15 | 102–98 | Relatório |
| 6 abr | 20:30 | Sir Safety Susa Perugia | 1–3    | ZAKSA Kędzierzyn-Koźle | 23–25 | 18–25 | 25–19 | 25–27 |       | 91–96  | Relatório |

## Final
| Data   | Hora  |                        | Placar |                    | Set 1 | Set 2 | Set 3 | Set 4 | Set 5 | Total   | Relatório |
| ------ | ----- | ---------------------- | ------ | ------------------ | ----- | ----- | ----- | ----- | ----- | ------- | --------- |
| 20 mai | 20:30 | ZAKSA Kędzierzyn-Koźle | 3–2    | Jastrzębski Węgiel | 26–28 | 25–22 | 25–14 | 28–30 | 15–12 | 119–106 | Relatório |

## Classificação final
| Posição        | Equipe                  |
| -------------- | ----------------------- |
| Campeão        | ZAKSA Kędzierzyn-Koźle  |
| Vice-campeão   | Jastrzębski Węgiel      |
| Semifinalistas | Halkbank Spor Kulübü    |
| Semifinalistas | Sir Safety Susa Perugia |

## Premiações
| Liga dos Campeões da CEV de 2022–23         |
| Polónia                                     |
| ------------------------------------------- |
| ZAKSA Kędzierzyn-Koźle Campeão (3.º título) |

### Prêmios individuais
A seleção do campeonato foi composta pelos seguintes jogadores de acordo com o voto público através da página oficial da CEV:
- MVP:  David Smith
- Melhor técnico:  Taner Atik